# Вентимиль дю Люк, Шарль-Гаспар-Гийом де
Шарль-Гаспар-Гийом де Вентимиль дю Люк (фр. Charles-Gaspard-Guillaume de Vintimille du Luc, родился 15 ноября 1655 года, умер 13 марта 1746 года) — французский иерарх, епископ Марселя (1684—1708), архиепископ Экса (1708—1729), архиепископ Парижа и герцог де Сен-Клу (1729—1746).

## Биография
Родился в Ле-Люке в 1655 году. Принадлежал к знатному дворянскому роду Вентимиль (Вентимилья) итальянского происхождения, был младшим сыном Франсуа де Вентимиля и Анны де Форбен.
31 мая 1684 года назначен епископом Марселя, однако был утверждён Римом на кафедре лишь 21 января 1692 года. Епископская хиротония состоялась 25 марта 1692 года. 10 февраля 1708 года избран архиепископом Экс-ан-Прованса, 14 мая того же года избрание подтверждено Святым Престолом.
4 мая 1729 года скончался архиепископ Парижа Луи-Антуан де Ноай, 10 мая король Людовик XV назначил новым парижским архиепископом де Вентимиля. Рим утвердил его на парижской кафедре 17 августа того же года.
На посту архиепископа Парижа боролся с янсенистами, однако проявлял определённую сдержанность, поскольку янсенистские споры во время правления его предшественника внесли существенный раскол во французский клир. Тем не менее, де Вентимиль за время своего пребывания на парижской кафедре запретил в служении около 300 священников с янсенистскими взглядами.
Также он прилагал усилия к прекращению ажиотажа вокруг секты конвульсионеров, добившись их постепенного исчезновения.
В его правление была проведена важная литургическая реформа, опубликованы новые издания бревиария, требника и миссала. Впоследствии парижская реформа была принята другими епархиями Франции и иных стран
Скончался 13 марта 1746 года.